# بيدرو لوبيز (لاعب كرة قاعدة)
بيدرو لوبيز (بالإنجليزية: Pedro López) هو لاعب كرة قاعدة دومينيكاوي، ولد في 28 أبريل 1984 في موكا في جمهورية الدومينيكان.

## وصلات خارجية
- بيدرو لوبيز على موقعبيزبول رفرنس.كوم (الدوري الرئيسي) (الإنجليزية)
- بيدرو لوبيز على موقعبيزبول رفرنس.كوم (الدوري الثانوي) (الإنجليزية)